# Tettigoniomyia kugleri
Tettigoniomyia kugleri är en tvåvingeart som beskrevs av Willi Hennig 1968. Tettigoniomyia kugleri ingår i släktet Tettigoniomyia och familjen blomsterflugor.
Artens utbredningsområde är Israel. Inga underarter finns listade i Catalogue of Life.